# Pethő Sándor-díj
A Pethő Sándor-díjat a Hemingway Alapítvány alapította 1992-ben. A díjjal évente egy-egy újságírót jutalmaznak a nyomtatott sajtó, illetve az elektronikus média területéről.
A díjjal 1 millió 50 ezer forint pénzjutalom és egy márvány díszalkotás jár.

## Célja
- Célja „az igényes magyar stílus követelményeinek megfelelő, az ország társadalmi, politikai, gazdasági és kulturális életét bemutató magas színvonalú cikkek, kiemelkedő írások és a hatásos, a műveltséget széles körben terjesztő újságírói tevékenységek támogatása és elismerése.”

## A kuratórium tagjai
A díjat (és egyben a Pethő Tibor-emlékérmet) odaítélő kuratórium tagjai:
- Pomogáts Béla (elhunyt)
- Görgey Gábor (elhunyt)
- George F. Hemingway
- Kemény Gábor (elhunyt)
- Juhász Judit
- Jeszenszky Géza
- Göncz Árpád (elhunyt)
- Kosáry Domokos (elhunyt)

## Az eddigi díjazottak
- 1992: Baróti Géza
- 1993: Bajor Nagy Ernő; Székely Ferenc
- 1994: Kroó György; Ruffy Péter (posztumusz)
- 1995: Kovalik Károly (posztumusz); Pintér Dezső
- 1996: Csáky Zoltán; Lengyel Nagy Anna; Magyar Nemzet (csoportos)
- 1997: Beke György; Bossányi Katalin
- 1998: Martin József; Ráday Eszter
- 1999: Szále László; Vitray Tamás
- 2000: Ferch Magda; Tóbiás Áron
- 2001: Gömöri Endre; Pálffy István
- 2002: Hanthy Kinga; Juhász Judit
- 2003: Hovanyecz László; Orosz József
- 2004: Debreczeni József; Balázs Géza
- 2005: Elek István; Hanák Gábor
- 2006: Jolsvai András; Sediánszky János
- 2007: Gróh Gáspár; Juhász Árpád
- 2008: Friderikusz Sándor; Kő András
- 2009: Cservenka Judit (a Magyar Rádió munkatársa, elektronikus média kategória); Tanács István (a Népszabadság főmunkatársa, nyomtatott kategória)
- 2010: ?
- 2011: ?
- 2012: Csizmadia Máté
- 2013: ?
- 2014:
- 2015:
- 2016: Farkas Mónika
- 2017:
- 2018:
- 2019: